# Зернометатель

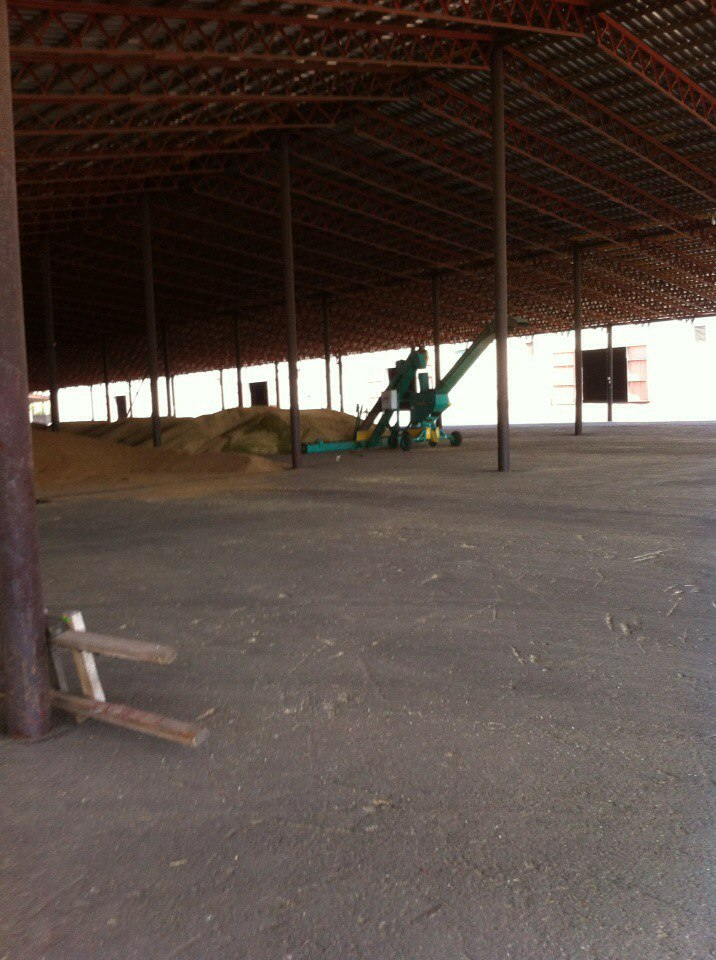
Зернометатель

Зернометатель — сельскохозяйственная машина, предназначенная для переброски, погрузки зерна в транспортные средства, формирование и перелопачивание буртов зерна на элеваторах, зерновых токах и хранилищах. Эти машины получили широкое распространение в начале шестидесятых годов 20 века, что связано с увеличением уровня механизации в сельском хозяйстве. Основные характеристики зернометателей: дальность и высота бросания зерна, потребляемая мощность. Производительность зернометателей зависит от влажности зерна. Основным показателем производительности зернометателя является масса  перебрасываемого зерна в час при его влажности  до 20 процентов.

### Классификация зернометателей

#### Шнековый зернометатель
Этот вид зернометателей представляет собой трубу, в которой установлен шнек, при помощи которого зерно, засыпаемое в приемный бункер, перемещается в загрузочное устройство (триммер) или непосредственно в бурт, склад или транспортное средство. К недостаткам этого вида машин относится дробление зерна при работе шнека, ручное подведение к бурту  и ограничение дальности перемещения зерна длиной шнека. Однако шнековые зернометатели отличаются малой энергоемкостью и простотой обслуживания.

#### Вакуумный зернометатель
Вакуумный зернометатель используется при заполнении хранилищ элеваторов и железнодорожных составов зерном. При работе этой машины зерно засасывается мощной турбиной и подается в нужное место. Вакуумный зернометатель отличается высокой производительностью, возможностью подачи зерна на большую высоту и сохранением его целостности. Однако данная машина имеет большую энергоемкость.

#### Скребковый зернометатель
Скребковый зернометатель состоит из скребкового питателя, скребкового транспортера и  триммера. Зерно подводится от бурта скребками питателя к скребкам транспортера, подающих зерно на ленту, натянутую на барабаны, вращающиеся с большой скоростью. После этого зерно выбрасывается в направляющий кожух. Эти машины снабжены механизмом поворота стрелы кожуха. К недостаткам скребковых зернометателей относятся дробление зерна и шумность работы.